# Pasaż Okrężny w Wałbrzychu
Pasaż Okrężny – duży dziedziniec w Śródmieściu Wałbrzycha, pomiędzy kamienicami przy ulicy Gdańskiej, Sienkiewicza oraz placem Magistrackim i Rynkiem. Łączący ze sobą dwa główne place w mieście, plac Magistracki z Rynkiem.

## Opis Pasażu
Położony w centralnej części miasta, tworzący łącznik pomiędzy dwoma ważnymi placami. Kiedyś zniszczony, od dawna nie remontowany, przeszedł gruntowną rewitalizację na przełomie lat 2011 i 2012. W dziedzińcu odnowiono elewacje, utworzono alejki wyłożone kostką granitową, zbudowano mury oporowe, zamontowano stylowe ławki oraz latarnie, stworzono zieleńce, zasadzono rośliny pnące. Zamontowano rzeźbę w kształcie srebrnej kuli na czterech czerwonych nogach. Pierwotnie przy rzeźbie kuli, miały stać cztery rzeźby pijących wodę muflonów z poidła pod kulą. Ostatecznie postawiono kulę na czterech nogach.  